# Galudra (Cugenang)
Galudra is een bestuurslaag in het regentschap Cianjur van de provincie West-Java, Indonesië. Galudra telt 4504 inwoners (volkstelling 2010).